# Месанж (Ланды)
Месанж (фр. Messanges) — коммуна на юго-западе Франции в департаменте Ланды (регион Аквитания).
Коммуна расположена на территории заповедных ландских лесов в историческом крае Маренсен природной области Гасконские Ланды. Мессанж является морским курортом французского Серебряного берега, поскольку на атлантическом побережье коммуны в районе Messanges-Plage имеется два обустроенных пляжа.
Исторически, Мессанж служил одной из промежуточных остановок паломников, направлявшихся по побережью к могиле апостола Иакова и уже в XIII веке он был нанесён на их картах.
Около 1310 года после сильнейшего урагана река Адур, прежде впадавшая в океан возле посёлка Капбретон, изменила своё русло, и новое устье образовалось в одном из кварталов Мессанжа. Устье реки Адур в то время составляло 1200 метров в ширину и 30 метров в глубину, поэтому существовавший тогда Порт д’Альбре стал наилучшей защитой для кораблей на юге Аквитании, к великому отчаянию байоннцев, строго контролировавших прежнюю естественную гавань Адура. Движение воды в устье реки препятствовало наносу песков, от которого страдали соседние районы.
После того как в 1578 году русло Адура было отведено в Байонну стараниями инженера Луи де Фуа (фр. Louis de Foix), прежнее устье неизбежно занесло песком и поселение рядом с Портом д’Альбре постепенно опустело; на смену яркому имени пришло название «старый порт» и «старое устье». Жилища постепенно разрушились, а камни многих построек обжигали для получения извести.

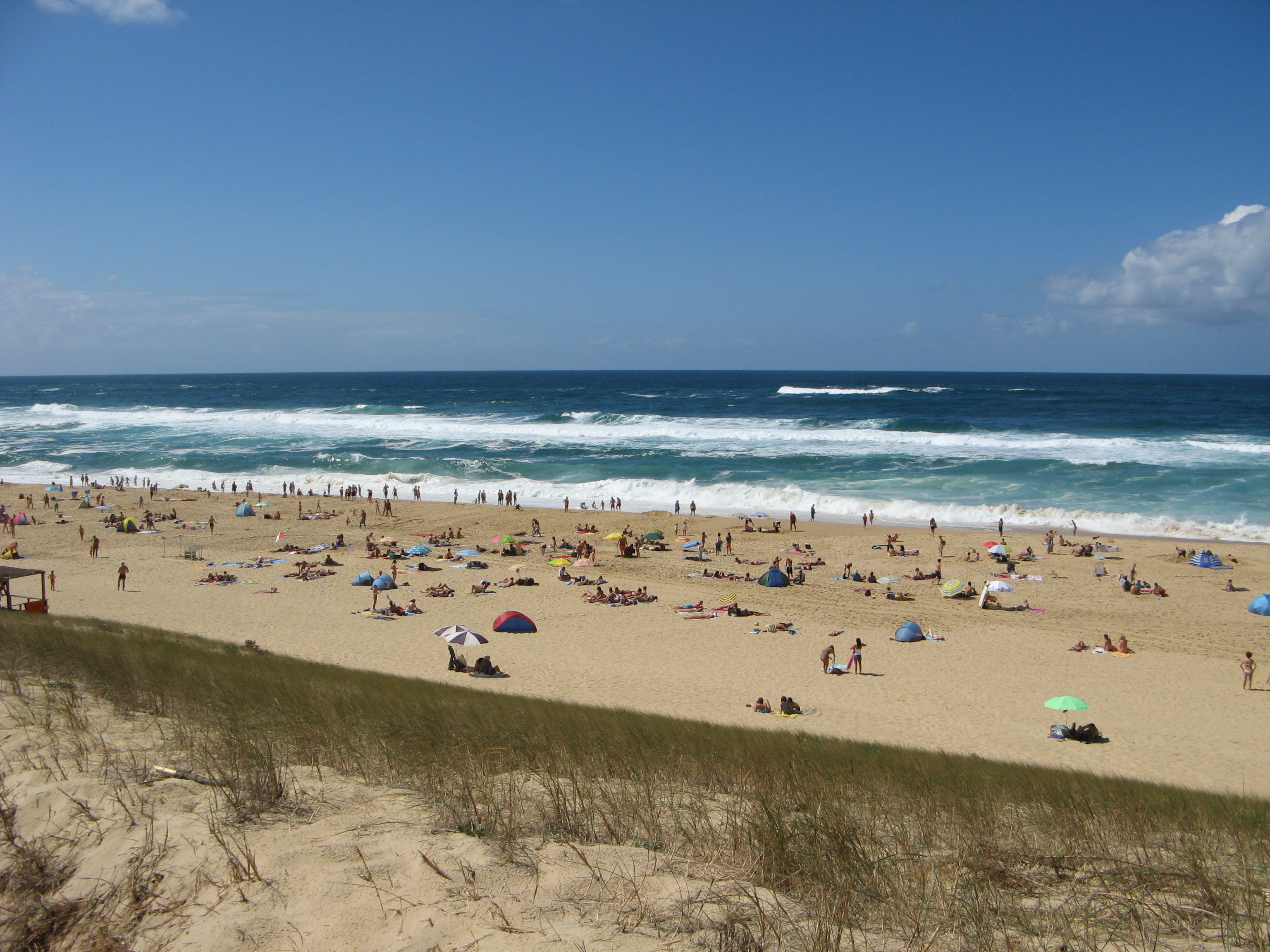
Пляж в Месанже

Интересно происхождение названия озера Моизан (фр. Lac de Moïsan) на территории коммуны. Название Моизан носило судно, стоявшее на якоре в глубине бухты возле Месанжа в день отвода русла Адура в 1578 году. Корабль стал пленником образовавшегося озера и не смог покинуть места своей стоянки. Озеро Моизан является остатком огромного «английского» рейда откуда, по преданию, начиная с 1392 года в направлении Ньюфаундленда отплывали «гасконские» и «баскские» корабли, то есть за 100 лет до первого путешествия Христофора Колумба.
Мессанж, как и Капбретон, известен своими виноградниками, урожай которых идёт на производство так называемого «песчаного вина». Сами виноградники высаживали здесь для фиксации прибрежных песков.
Доход Месанжу приносил сбор и продажа древесной смолы, добытой в обширных сосновых лесах коммуны (более 2000 га), а также обработка пробкового дуба в небольших цехах Вьё-Буко; ещё уцелели постройки перегонного завода где получали скипидар.
В настоящее время Мессанж известен главным образом туризмом. Недалеко от Месанжа находится туристический комплекс «Port d’Albret», построенный вокруг прибрежного озера за шлюзом, жилой квартал, выросший из песков в 1970-х годах возле посёлка Вьё-Буко на месте старого устья реки Адур.